# 肯辛顿花园

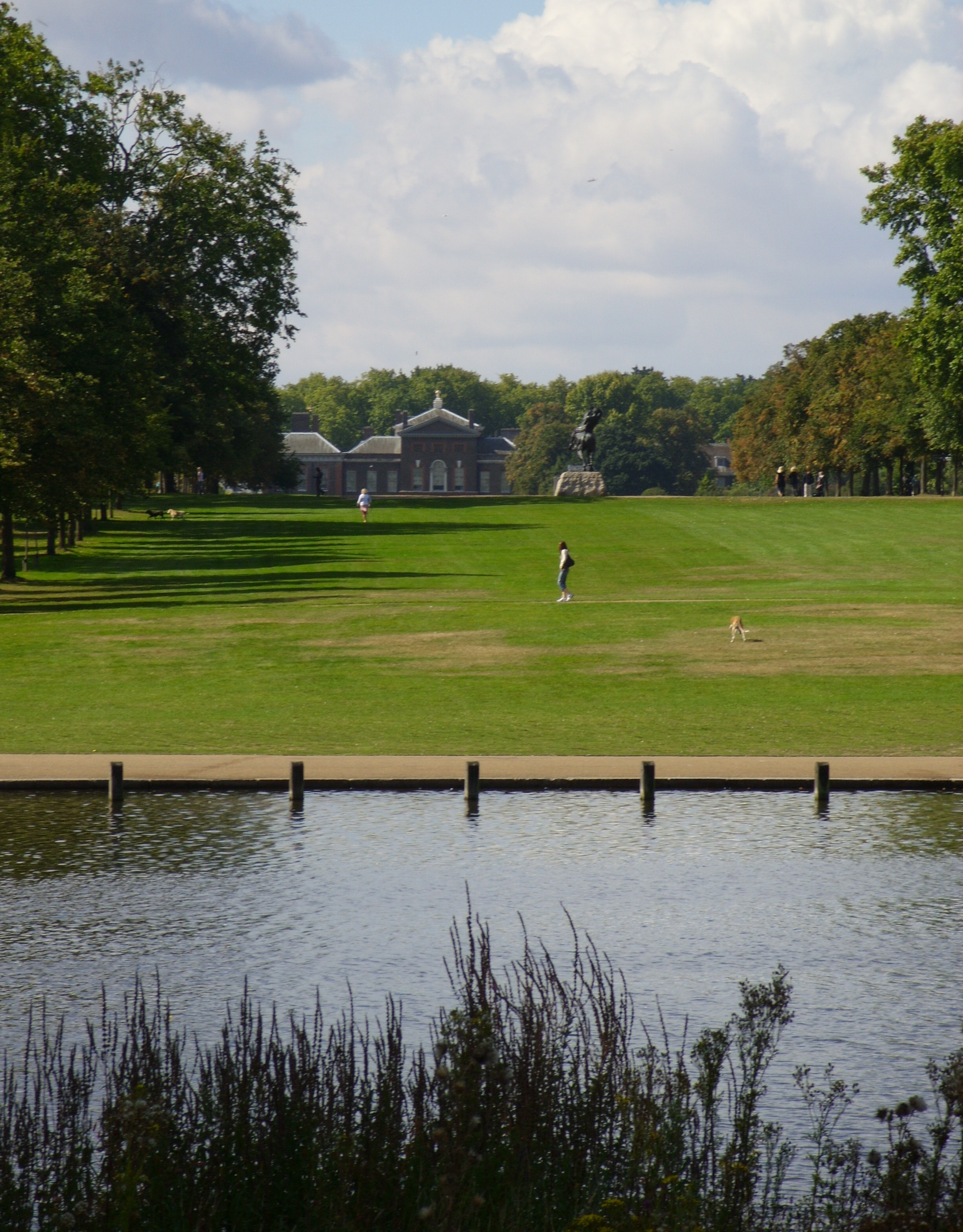
从长水对面观看到的到肯辛顿宫

肯辛顿花园（英語：Kensington Gardens）曾经是肯辛顿宫的私人花园，现在是伦敦的皇家公园之一。花园由威斯敏斯特市和肯辛頓-切爾西皇家自治市共同拥有，西临位于伦敦中西部的海德公园。花园占地107公顷（265英亩）。肯辛顿花园、海德公园、格林公园和圣詹姆斯公园的开放空间共同构成了伦敦市中心几乎连续的“绿肺”。肯辛顿花园列入历史公园和花园名录的一级名单。

## 背景和地点

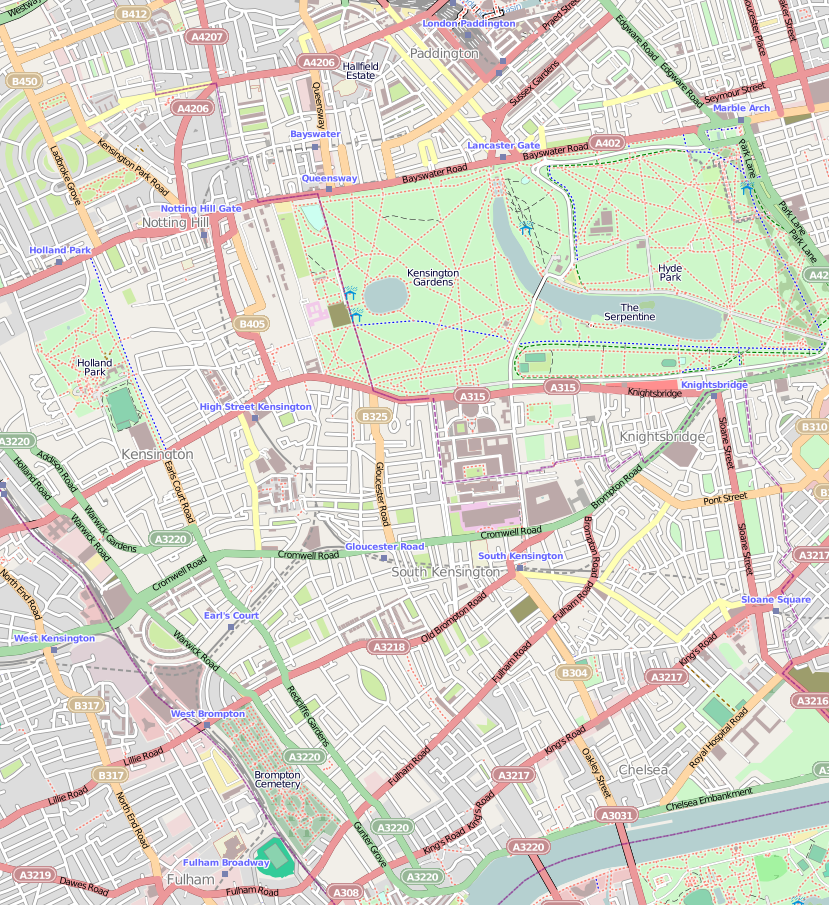
肯辛顿地图，中部绿地为肯辛顿花园

肯辛顿花园通常被认为是海德公园的西部延伸，两座公园最初由西马车大道（环）相隔开。相比海德公园，肯辛顿花园更加正式且拥有完整围栏。肯辛顿花园仅在白天开放，而海德公园全年开放，开放时间为凌晨5点至深夜12点。
肯辛顿花园长期以来一直被看做是“高雅的”，因为它坐落在肯辛顿宫周围，更具私密性。然而，在19世纪后期，海德公园被认为更“时尚”，因为它的位置更靠近公园巷和骑士桥。

## 历史
肯辛顿花园最初是海德公园的西侧部分，由亨利八世于1536年创建并用作狩猎场。1728年应卡罗琳王后的要求，它被与海德公园的其余部分分开，由亨利·怀斯和查尔斯·布里奇曼设计为一座景观花园，拥有圆形池塘、大道和一个下沉式的荷兰花园。
通过拦阻从海德公园向东流出的韦斯特伯恩河，在1726年和1731年期间布里奇曼建造了蛇形河。位于肯辛顿花园内的蛇形河部分则被称为“长水”。在它的西北端（最初是韦斯特伯恩河的流入处），一个被称为“意大利花园”的区域设有四个喷泉和一些古典雕塑。意大利花园南面是韦斯特本河的，河水的中线是教区边界标记，划定了帕丁顿和圣乔治汉诺威广场教区之间的边界。

## 建筑物和纪念碑

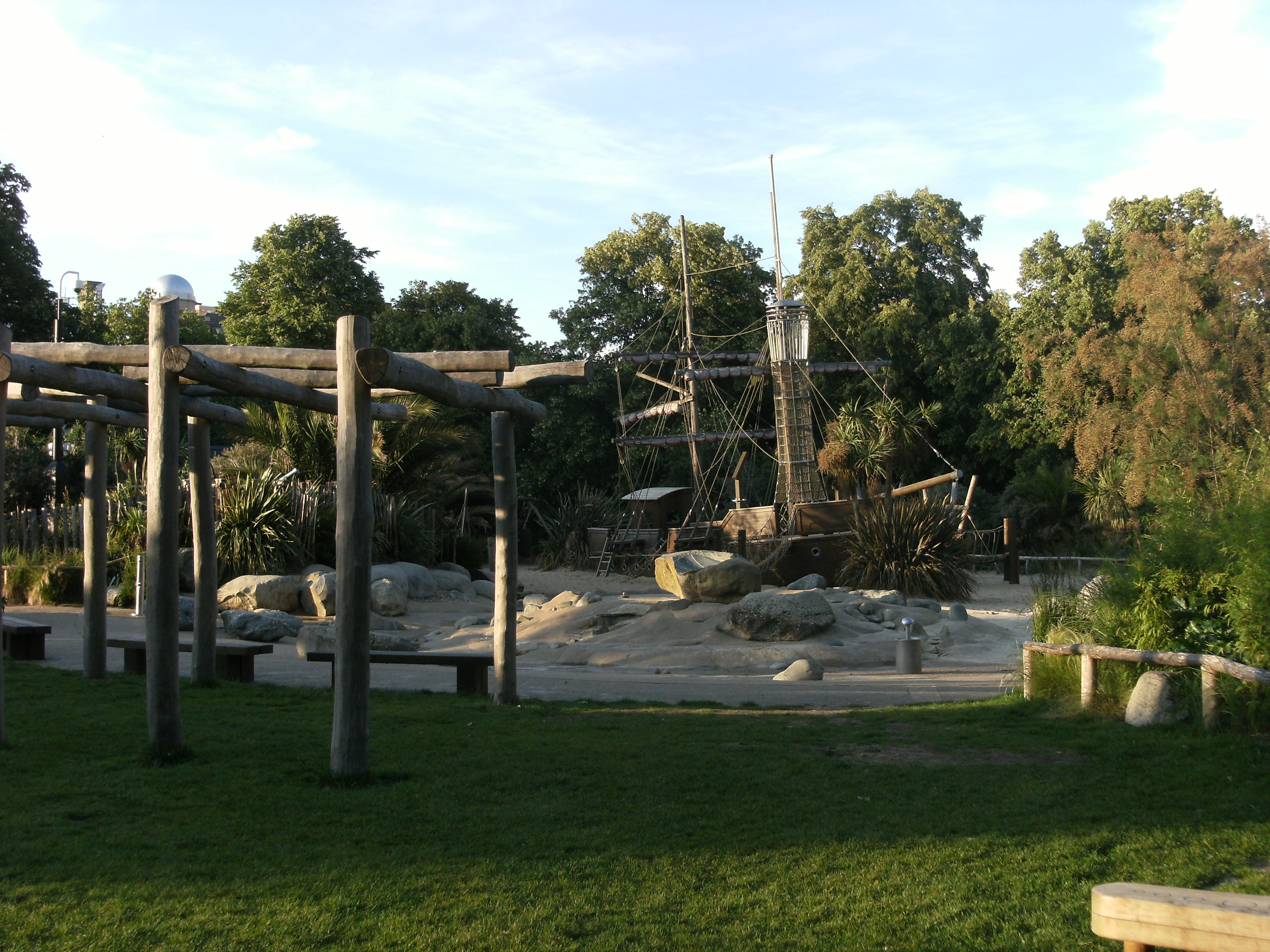
戴安娜王妃纪念游乐场（建在彼得潘儿童游乐场的遗址上）的灵感来自彼得潘。

直到1851年的万国博览会之前，肯辛顿花园周围的土地主要是未开发的农村土地。这一区域的许多原始景观与其他公共建筑、宫殿一起保留至今，如阿尔伯特纪念馆（位于肯辛顿花园的东南角，皇家阿尔伯特音乐厅对面）、蛇形河画廊和斯皮克纪念碑。维多利亚女王在数次改造后，建造完成了意大利花园和阿尔伯特纪念馆。
另一个景点是乔治弗兰普顿（George Frampton）的彼得潘青铜雕像，它矗立在一个满了松鼠、兔子和老鼠基座上。这一位置也是戴安娜、威尔士王妃纪念游乐场和长达7英里的纪念步道的所在地。维多利亚女王的女儿路易斯公主为庆祝她母亲统治50周年而雕刻的维多利亚女王雕像矗立在肯辛顿宫外。该公园还保存着埃尔芬橡树桩，这是一座布满了小型雕刻的900年树桩。

## 在流行文化中

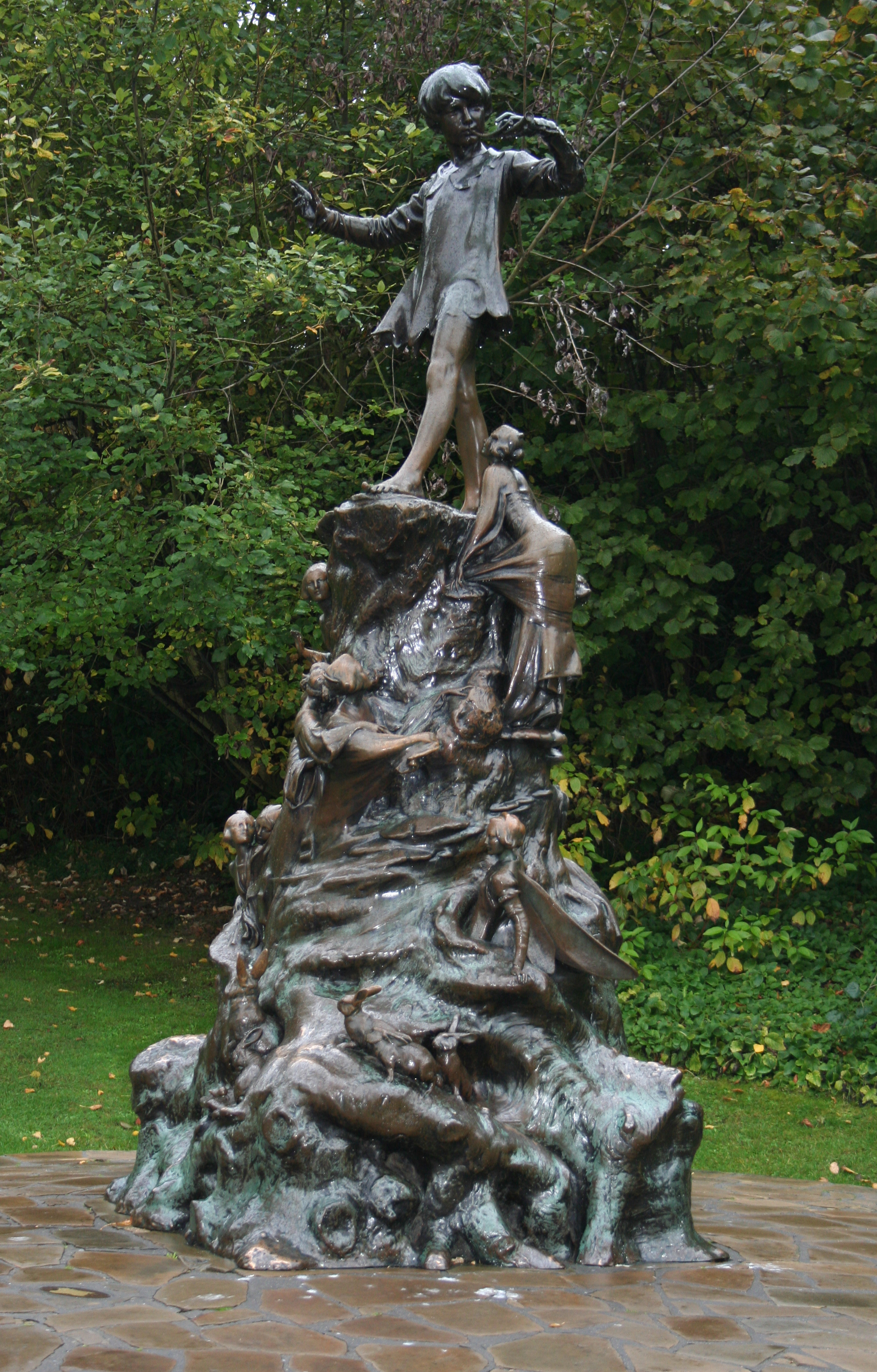
彼得潘雕像

该公园在J·M·巴里的《彼得潘在肯辛顿花园》一书中出现，是该角色在梦幻岛的著名冒险的前奏。花园里的仙女第一次出现在托马斯·蒂克尔1722年的诗歌《肯辛顿花园》中。这本书和彼得潘与位于公园内的乔治弗兰普顿的彼得潘雕像一同广为人知。
威尔基柯林斯的故事《赞特夫人和鬼魂》（1887年）发生在肯辛顿花园——“距离肯辛顿旧宫最近的部分”。
Infocom互动小说游戏《三位一体》始于肯辛顿花园。玩家可以在花园的许多场景走动，这些场景都有相当的细节描述。

## 画廊

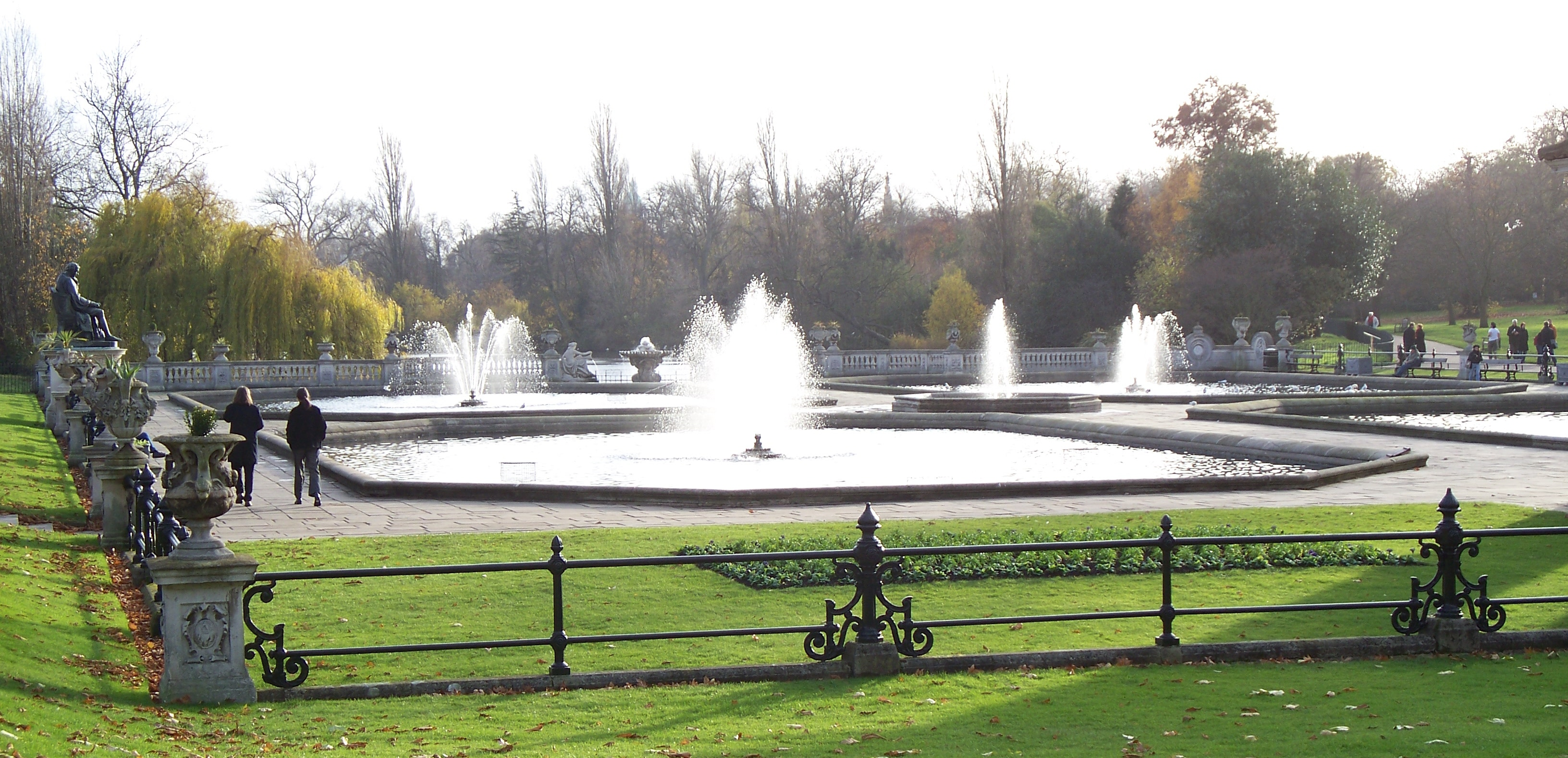
意大利花园的喷泉
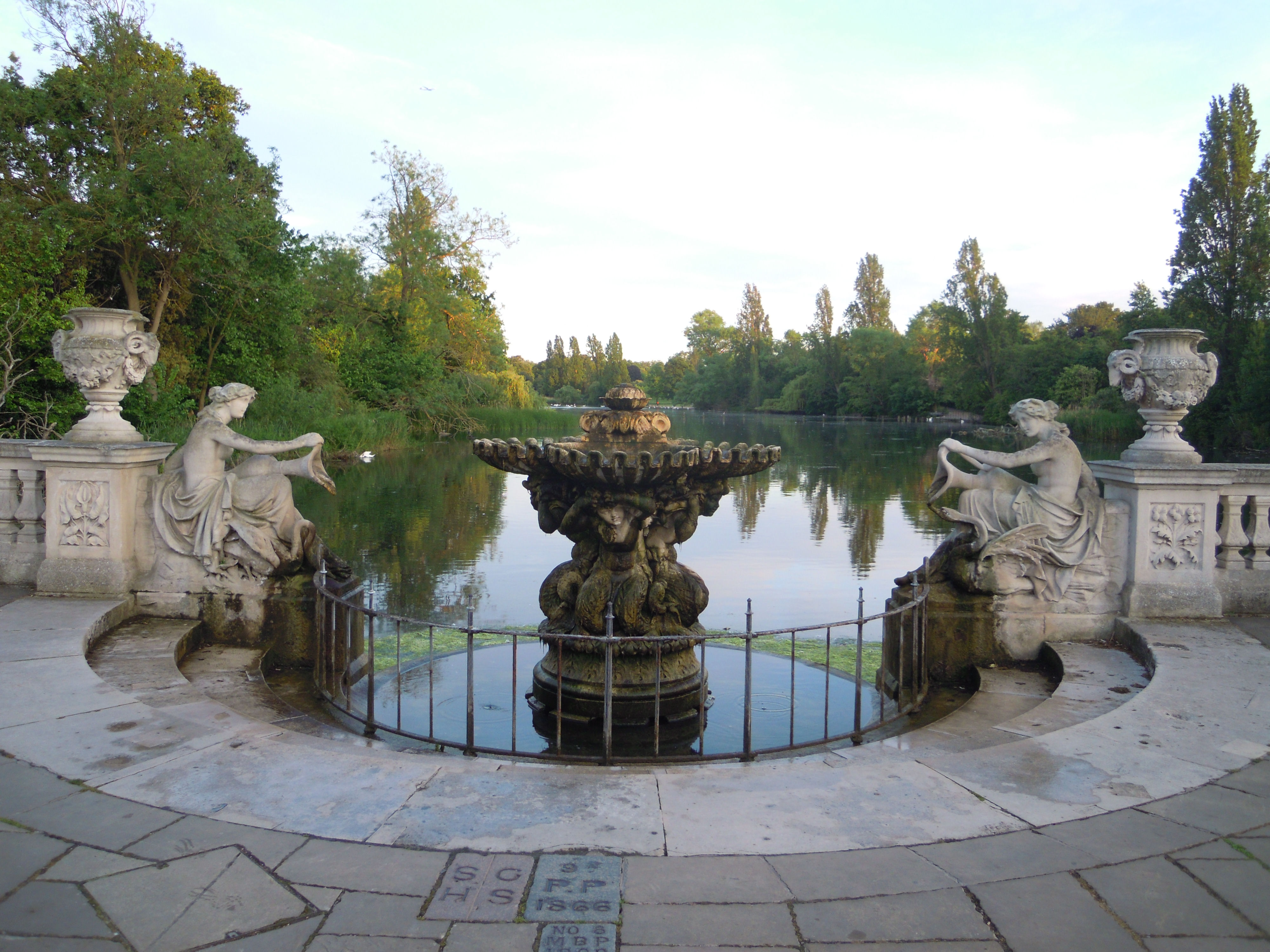
蛇形河中的喷泉
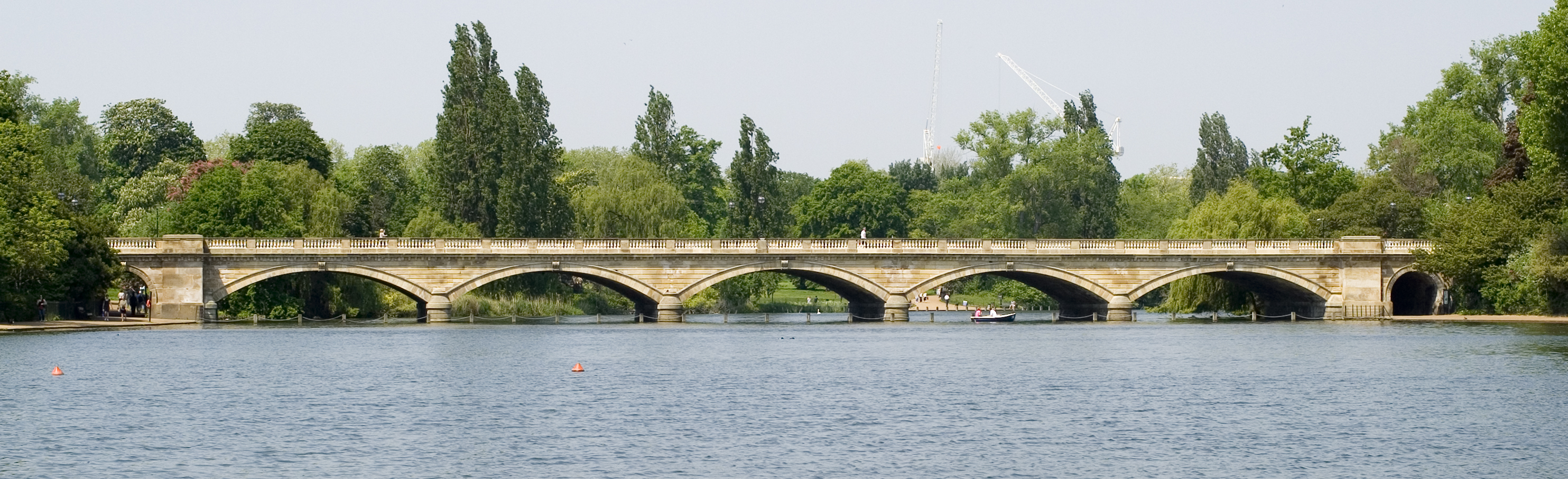
从海德公园看到的蛇形河桥
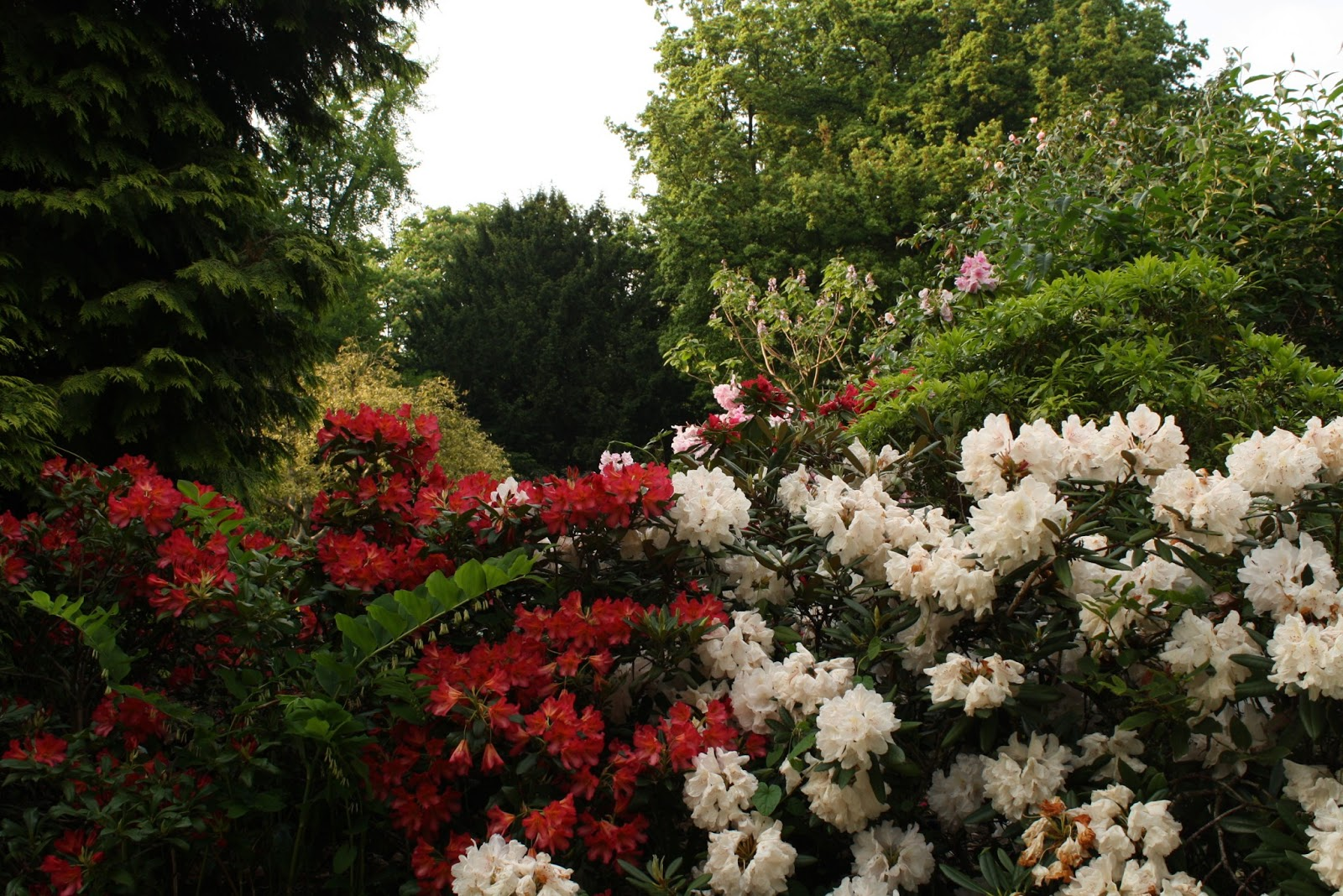
花之步道附近的景色
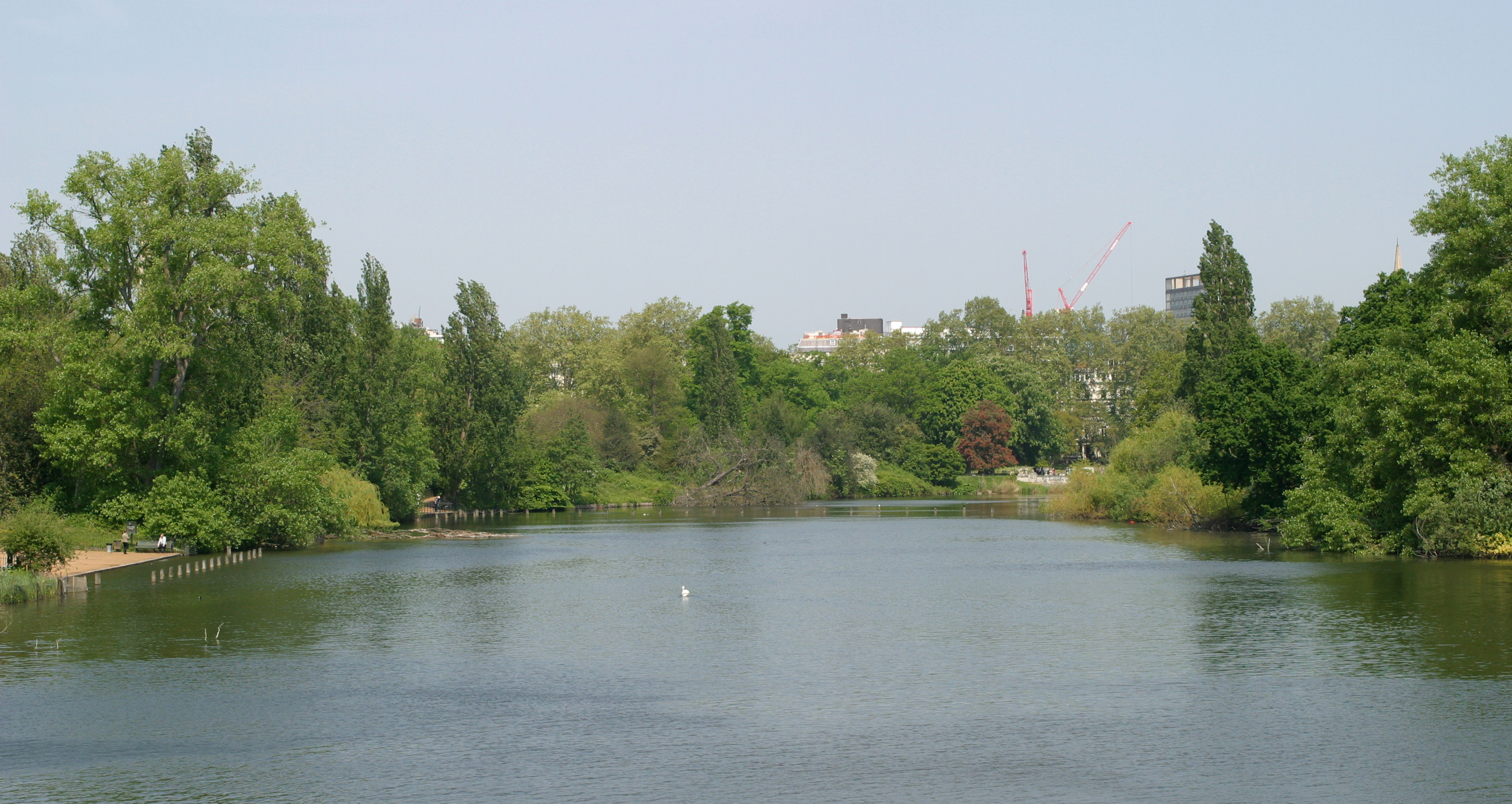
从蛇形桥向西北望的长水
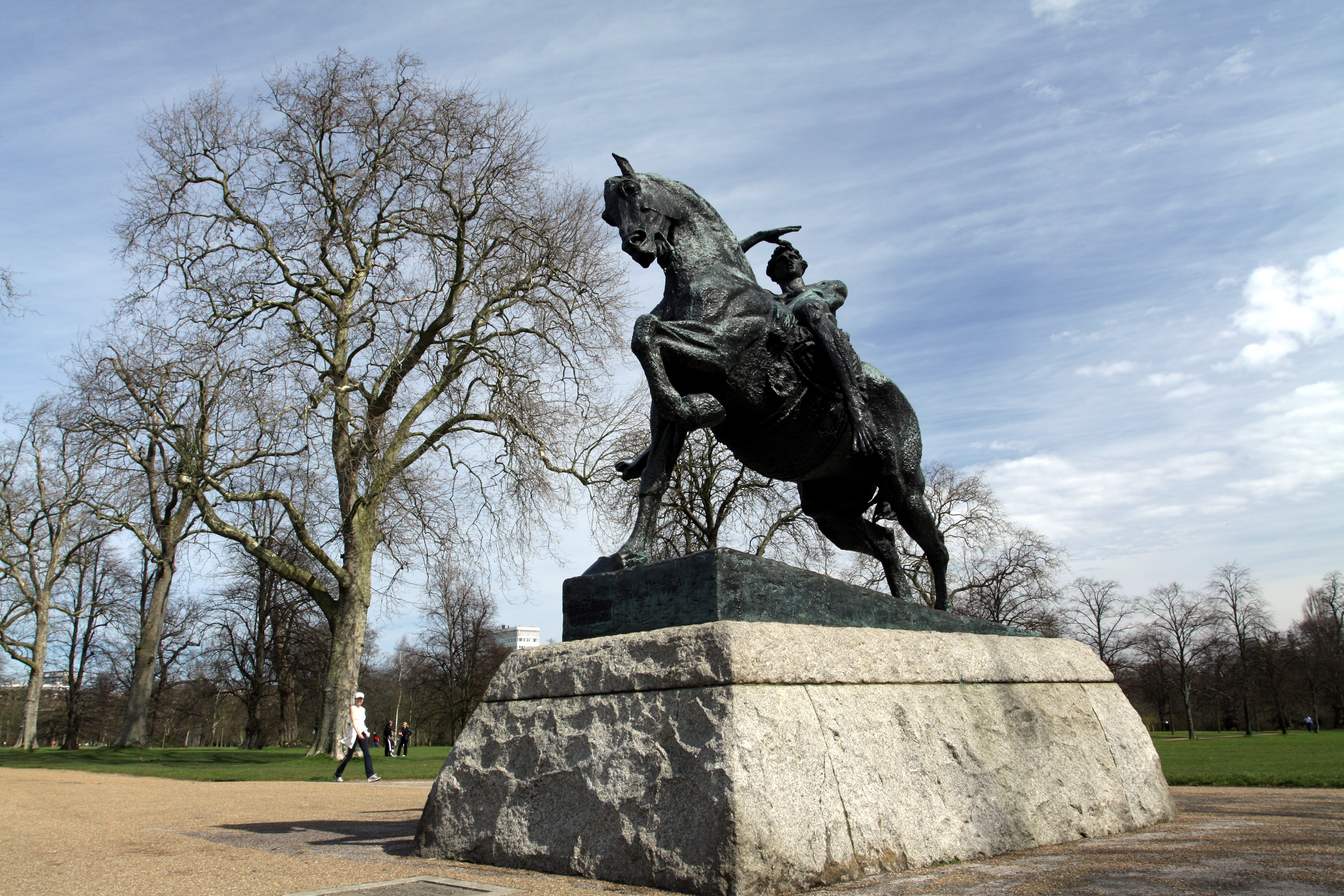
GF·怀特 的《肉体的力量》
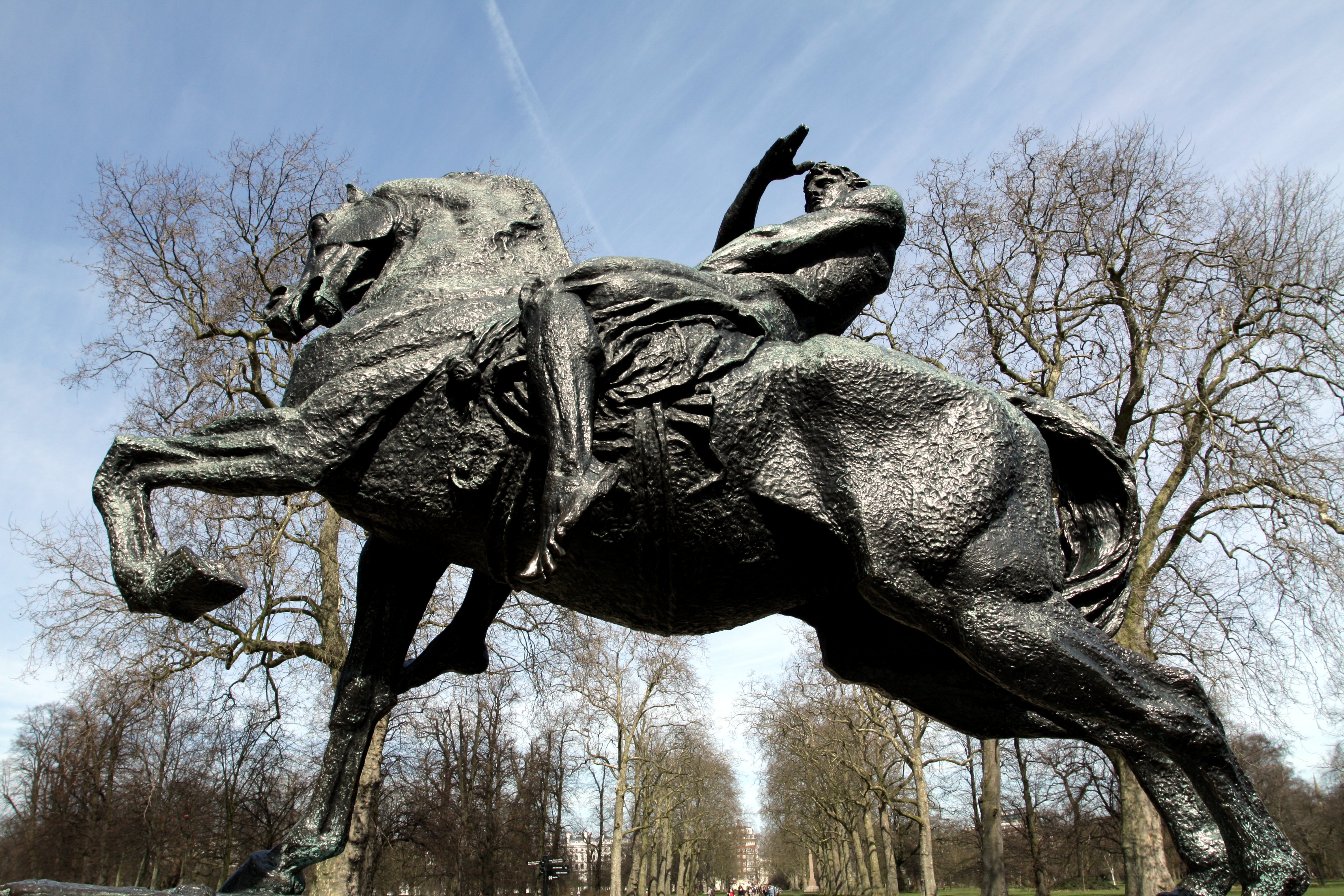
《肉体的力量》
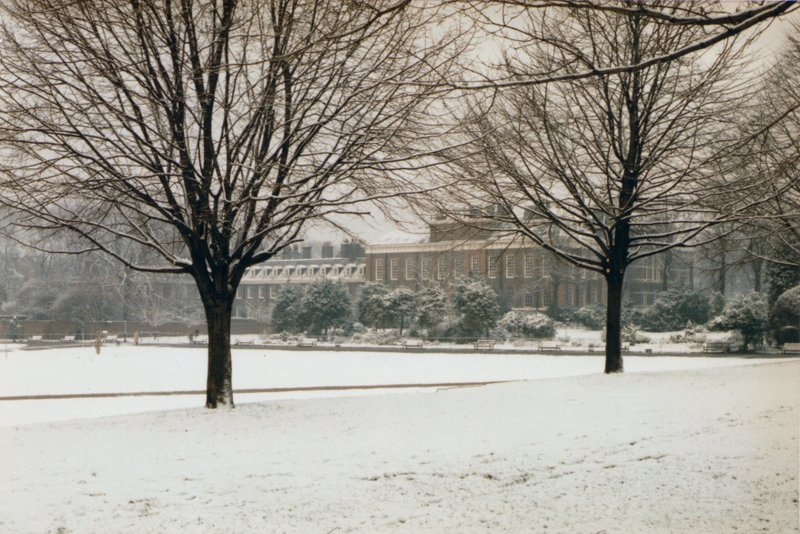
冬天时肯辛顿花园和肯辛顿宫

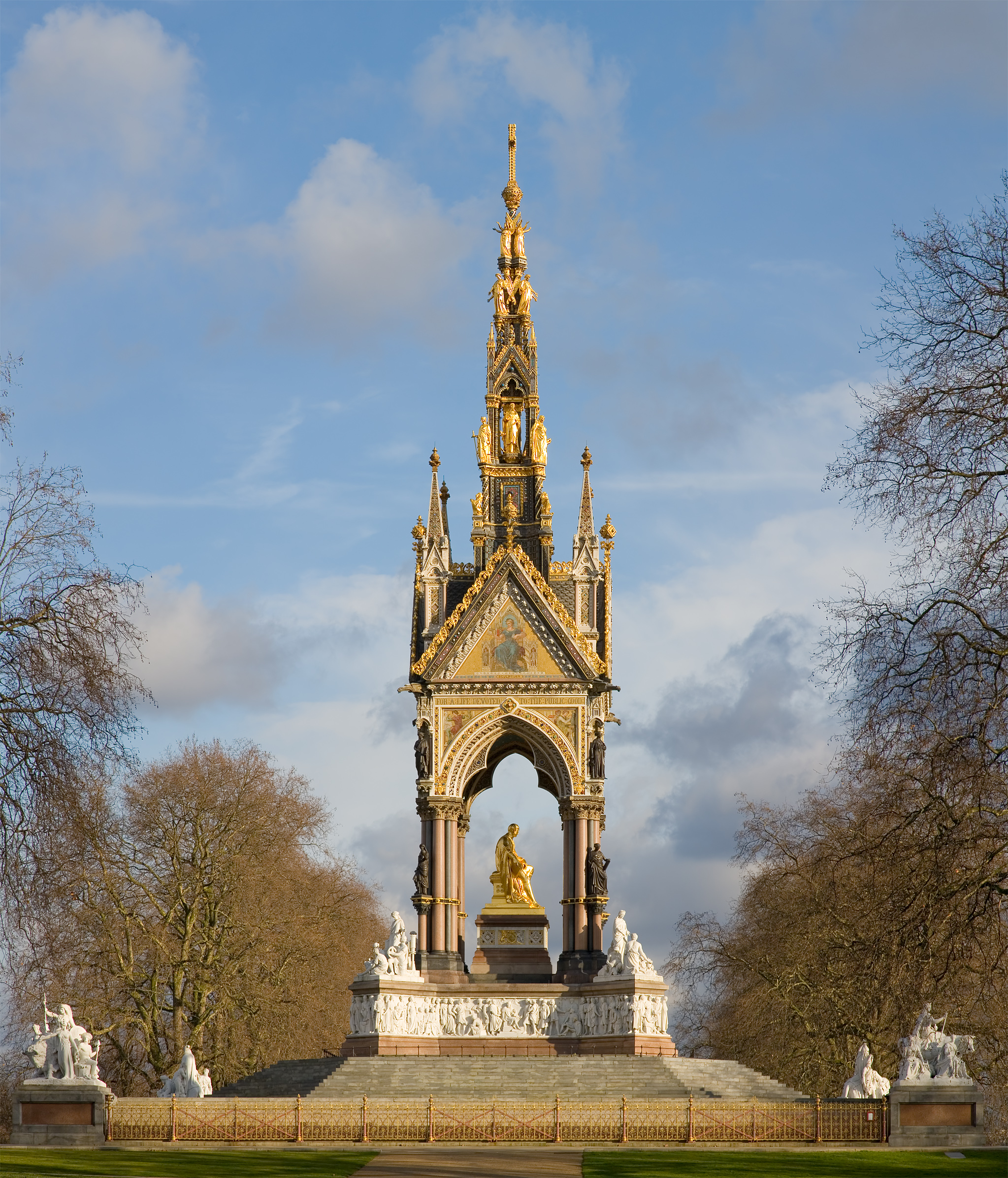
阿尔伯特纪念馆
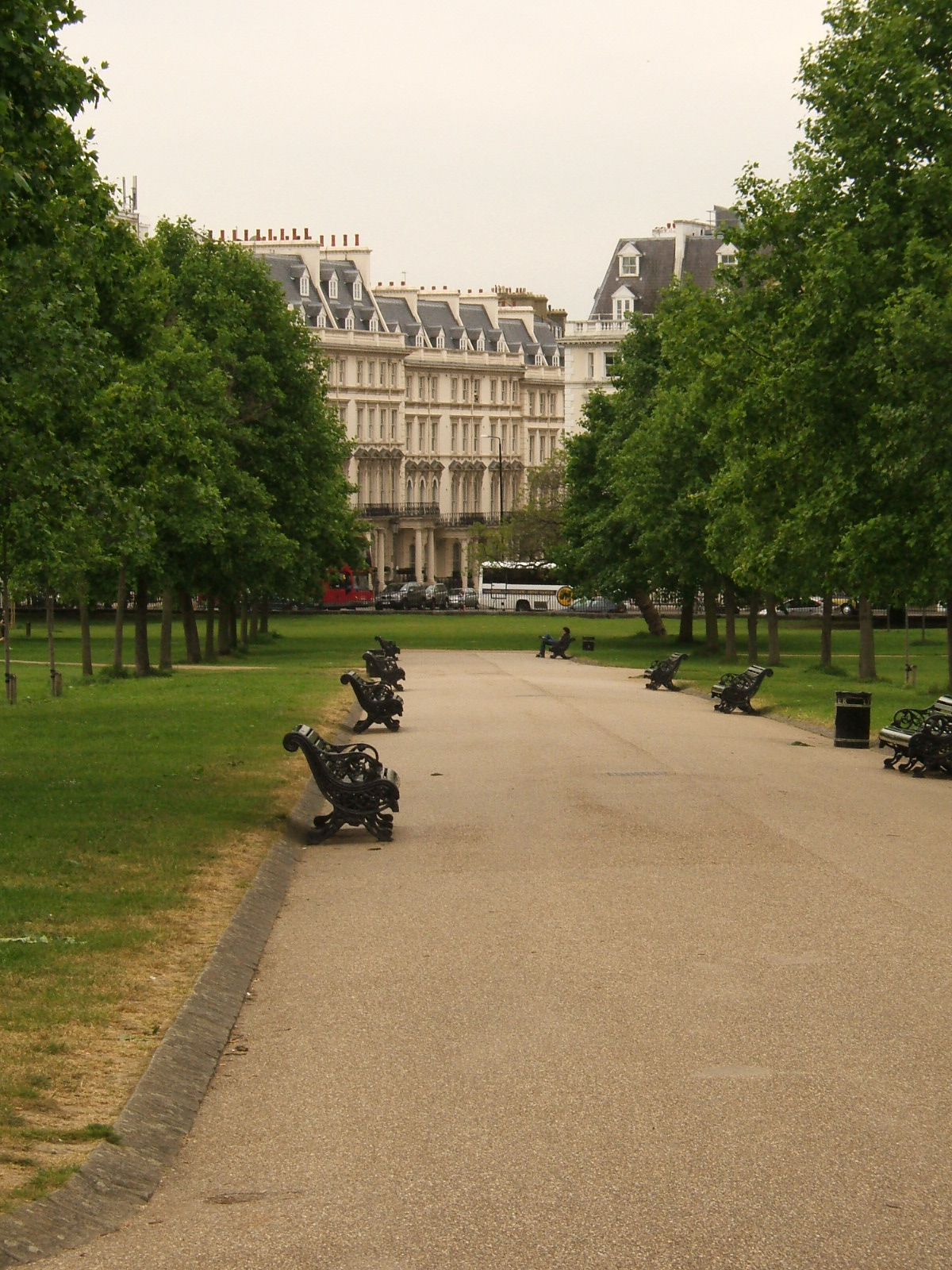
肯辛顿花园